# Галац (окръг)
Галац e окръг в регион Молдова в Румъния. Площта му е 4466 квадратни километра, а населението – 499 650 души (по приблизителна оценка от януари 2020 г.).

## Списък на градовете в окръг Галац
- Галац
- Текуч
- Търгу Бужор
- Берещ